# Sri-lankische Cricket-Nationalmannschaft in Pakistan in der Saison 1985/86
Die Tour der sri-lankischen Cricket-Nationalmannschaft nach Pakistan in der Saison 1985/86 fand vom 13. Oktober bis zum 11. November 1985 statt. Die internationale Cricket-Tour war Bestandteil der Internationalen Cricket-Saison 1985/86 und umfasste drei Tests und vier ODIs. Pakistan gewann die Test-Serie 2–0 und die ODI-Serie 3–0.

## Vorgeschichte
Für beide Mannschaften war es die erste Tour der Saison.
Das letzte Aufeinandertreffen der beiden Mannschaften fand in der Saison 1981/82 in Pakistan statt.

## Stadien
Die folgenden Stadien wurden für die Tour als Austragungsort vorgesehen.
| Stadion            | Stadt      | Kapazität | Spiele  |
| ------------------ | ---------- | --------- | ------- |
| Iqbal Stadium      | Faisalabad | 18.000    | 1. Test |
| Jinnah Stadium     | Gujranwala | 40.000    | 2. ODI  |
| Niaz Stadium       | Hyderabad  | 15.000    | 4. ODI  |
| National Stadium   | Karachi    | 34.228    | 3. Test |
| Gaddafi Stadium    | Lahore     | 60.000    | 3. ODI  |
| Arbab Niaz Stadium | Peshawar   | 20.000    | 1. ODI  |
| Jinnah Stadium     | Sialkot    | 18.000    | 2. Test |

## Kaderlisten
| Test | Test | ODI | ODI |
| Pakistan | Sri Lanka | Pakistan | Sri Lanka |
| --- | --- | --- | --- |
| - Abdul Razzaq - Ashraf Ali - Imran Khan - Jalal-ud-Din - Javed Miandad - Mohsin Kamal - Mohsin Kamal - Mudassar Nazar - Qasim Umar - Rameez Raja - Saleem Yousuf - Saleem Malik - Shoaib Mohammad - Tauseef Ahmed - Wasim Akram - Zaheer Abbas | - Roy Dias - Asanka Gurusinha - Ranjan Madugalle - Chaminda Mendis - Arjuna Ranatunga - Rumesh Ratnayake - Rumesh Ratnayeke - Jayantha Silva - Sidath Wettimuny - Roger Wijesuriya - Ashantha de Mel - Aravinda de Silva | - Abdul Razzaq - Ashraf Ali - Imran Khan - Javed Miandad - Mohsin Kamal - Mohsin Kamal - Mudassar Nazar - Rameez Raja - Saleem Malik - Saleem Yousuf - Shoaib Mohammad - Tahir Naqqash - Tauseef Ahmed - Zaheer Abbas - Zakir Khan | - Saliya Ahangama - Roy Dias - Asanka Gurusinha - Vinothen John - Ranjan Madugalle - Chaminda Mendis - Arjuna Ranatunga - Rumesh Ratnayake - Rumesh Ratnayeke - Jayantha Silva - Roger Wijesuriya - Ashantha de Mel - Aravinda de Silva |

## One-Day Internationals

### Erstes ODI in Peshawar
| 13. Oktober Scorecard | Peshawar | Sri Lanka 145 (39.2/40)        | – | Pakistan 147-2 (32.5/40) |
|                       |          | Pakistan gewinnt mit 8 Wickets |   |                          |

### Zweites ODI in Gujranwala
| 23. Oktober Scorecard | Gujranwala | Pakistan 224-5 (40/40)       | – | Sri Lanka 209-7 (40/40) |
|                       |            | Pakistan gewinnt mit 15 Runs |   |                         |

### Drittes ODI in Lahore
| 25. Oktober Scorecard | Lahore | Sri Lanka 228-7 (38/38)        | – | Pakistan 231-5 (36.3/38) |
|                       |        | Pakistan gewinnt mit 5 Wickets |   |                          |

### Viertes ODI in Sind
| 3. November Scorecard | Hyderabad | Pakistan 216-7 (39/40)       | – | Sri Lanka 127 (37.2/40) |
|                       |           | Pakistan gewinnt mit 89 Runs |   |                         |

## Tests

### Erster Test in Faisalabad
| 16. – 21. Oktober Scorecard | Faisalabad | Sri Lanka 479 (200.3) | – | Pakistan 555-3 (162.5) |
|                             |            | Remis                 |   |                        |

### Zweiter Test in Sialkot
| 27. – 31. Oktober Scorecard | Sialkot | Sri Lanka 157 (56.2) & 200 (62.3) | – | Pakistan 259 (63.2) & 100-2 (23.4) |
|                             |         | Pakistan gewinnt mit 8 Wickets    |   |                                    |

### Dritter Test in Karachi
| 7. – 11. November Scorecard | Karachi | Sri Lanka 162 (76.5) & 230 (80.2) | – | Pakistan 295 (75) & 98-0 (16.4) |
|                             |         | Pakistan gewinnt mit 10 Wickets   |   |                                 |